# Karadayı
Karadayı est une série télévisée turque en 115 épisodes de 130 minutes diffusée entre le 8 octobre 2012 et le 15 juin 2015 sur la chaine de télévision ATV.
Cette série est inédite dans tous les pays francophones.

## Synopsis
L'histoire se passe en 1973 à Istanbul. La famille Kara vivait heureuse jusqu'à ce qu'un jour, le père, Nazif Kara soit accusé à tort de meurtre. Mahir Kara fera tout son possible pour prouver que son père est innocent, allant jusqu'à prendre l'identité d'un avocat défunt.

## Distribution
- Kenan İmirzalıoğlu : Mahir Kara (Karadayı)
- Bergüzar Korel : Feride Şadoğlu
- Çetin Tekindor (tr) : Nazif Kara (Kibar)
- Yurdaer Okur (tr) : Turgut Akın (Yaver/Karslı/Tahir Soylu)
- Erkan Avcı (tr) : Necdet Güney (Barut)
- Melike İpek Yalova (tr) : Ayten Alev
- Rıza Kocaoğlu (tr) : Yasin Ulutaş (Kibrit)
- Elif Sönmez (tr) : İlknur Tiryaki
- Şebnem Dilligil (tr) : Safiye Kara
- Atsız Karaduman (tr) : Dalyan Rıza
- Leyla Lydia Tuğutlu : Songül Kara